# اکسترا (آدامس)

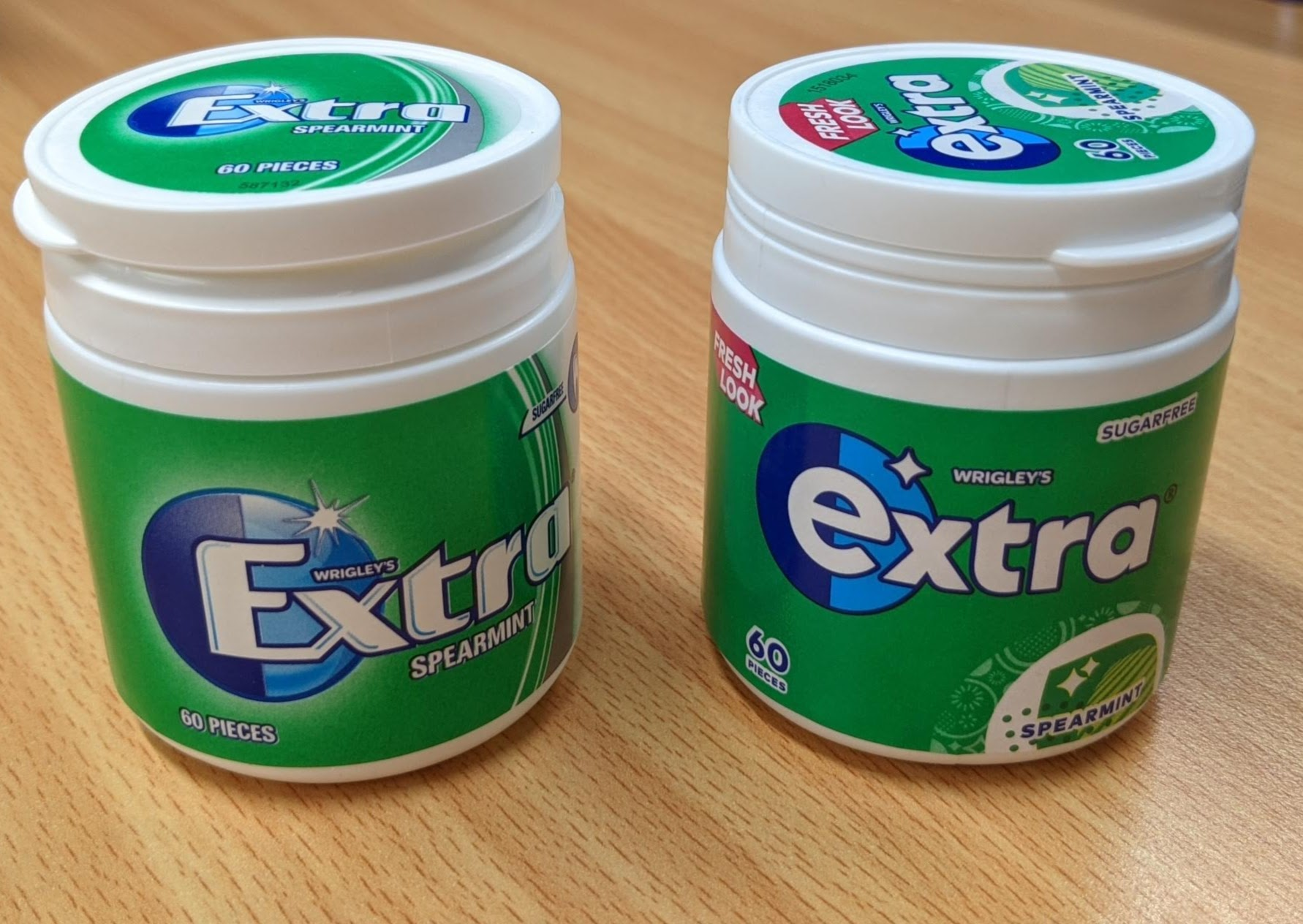
بسته‌های ریگلی اکسترا در بریتانیا - ۲۰۲۰ (سمت چپ) و ۲۰۲۱ (راست)

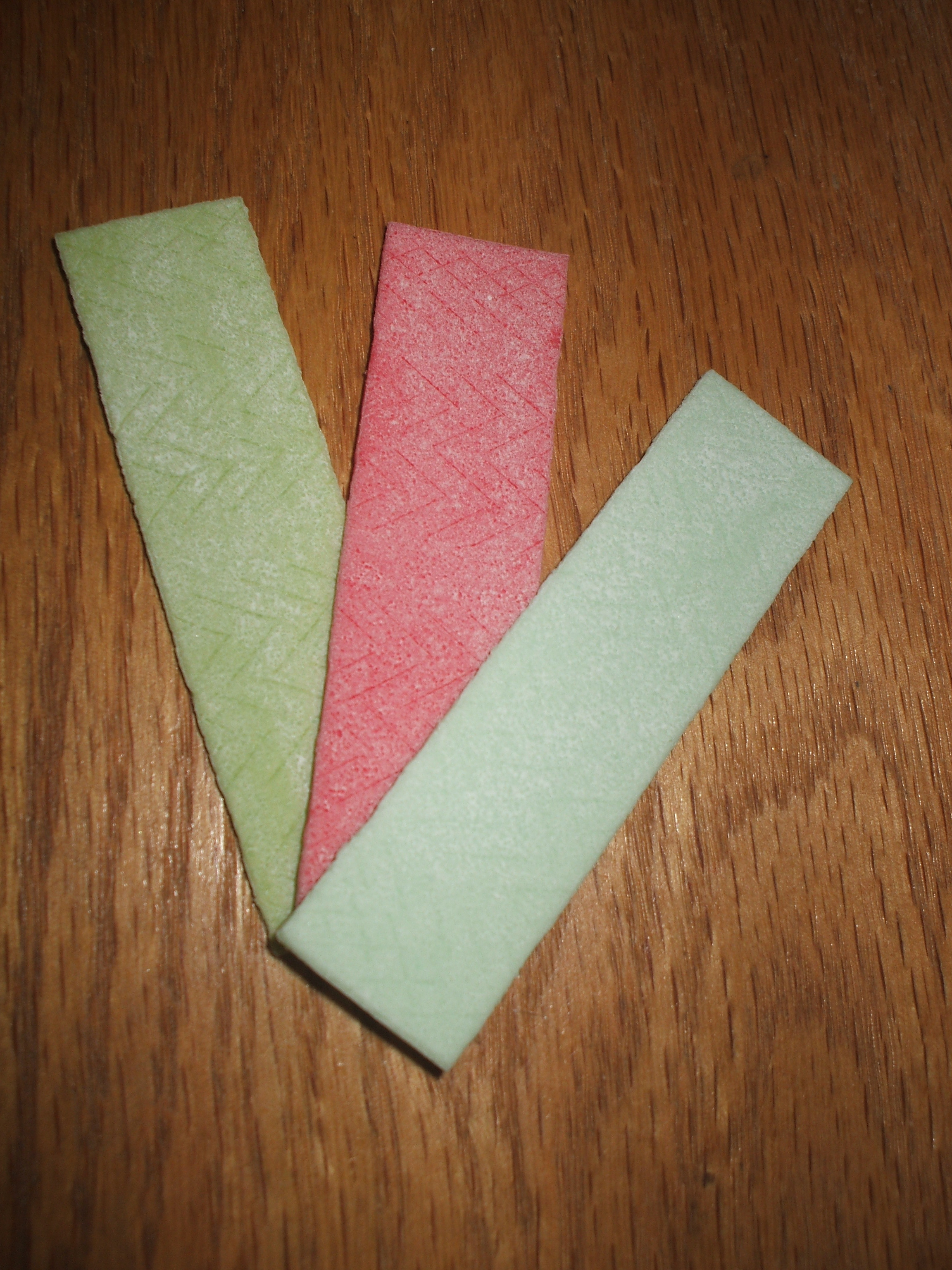
آدامس‌های اکسترا با طعم "دسر دلپذیر"

اکسترا (انگلیسی: Extra) یک نام تجاری آدامس بدون شکر است که توسط شرکت ریگلی در آمریکای شمالی، اروپا، استرالیا و برخی از مناطق آفریقا و آسیا تولید می‌شود. آدامس اوربیت امروزه در بریتانیا با نام ریگلی اکسترا (Wrigleys Extra) به فروش می‌رسد.